# Saint-Gildas-des-Bois

Saint-Gildas-des-Bois este o comună în departamentul Loire-Atlantique, Franța. În 2009 avea o populație de 3,429 de locuitori.